# Gene Quintano
Eugene F. „Gene“ Quintano (* 1946) ist ein US-amerikanischer Drehbuchautor, Filmregisseur, Schauspieler und Filmproduzent.

## Leben
Eugene Quintano machte 1963 seinen Abschluss an der Suffern High School. Anschließend studierte er an der Georgetown University, wo er 1967 seinen Bachelor in Englisch und 1969 seinen Master in Englischer Literatur erhielt. Anschließend war er als Journalist tätig, darunter auch für den Playboy. Nachdem er seine ersten beiden Drehbücher zu dem Western Alles fliegt dir um die Ohren und dem Abenteuerfilm Das Geheimnis der vier Kronjuwelen verkauft hatte, in denen er auch als Schauspieler vor der Kamera stand, war es 1989 die Komödie Flitzerwochen, mit der er als Regisseur debütierte. Allerdings waren es Komödien wie Police Academy 3 – … und keiner kann sie bremsen, Police Academy 4 – Und jetzt geht’s rund und Loaded Weapon 1, für die Quintano vor allem bekannt wurde.
Quintano lebt aktuell mit seiner Frau Nancy in Marina del Rey.

## Filmografie (Auswahl)
- 1981: Alles fliegt dir um die Ohren (Comin' at ya!)
- 1983: Das Geheimnis der vier Kronjuwelen (El tesoro de las cuatro coronas)
- 1984: Zoff in der Hoover-Academy (Making the Grade)
- 1985: Quatermain – Auf der Suche nach dem Schatz der Könige (King Solomon's Mines)
- 1986: Police Academy 3 – … und keiner kann sie bremsen (Police Academy 3: Back in Training)
- 1987: Police Academy 4 – Und jetzt geht’s rund (Police Academy 4: Citizens on Patrol)
- 1987: Quatermain II – Auf der Suche nach der geheimnisvollen Stadt (Allan Quatermain and the Lost City of Gold)
- 1989: Flitzerwochen (Honeymoon Academy)
- 1990: Why me? – Warum gerade ich? (Why Me?)
- 1993: Loaded Weapon 1 (National Lampoon’s Loaded Weapon 1)
- 1995: Operation Dumbo (Operation Dumbo Drop)
- 1995: Sudden Death
- 1998: Django – Ein Dollar für den Tod (Dollar for the Dead)
- 1999: Outlaw Kill (Outlaw Justice)
- 2001: The Musketeer
- 2002: Aschenputtels Geheimnis (Confessions of an Ugly Stepsister)
- 2004: Funky Monkey – Ein Affe in geheimer Mission (Funky Monkey)